# Glaphyra villosipes
Glaphyra villosipes là một loài bọ cánh cứng trong họ Cerambycidae.